# Obinitsa
Obinitsa ist ein Dorf (estnisch küla) im südestnischen Kreis Võru. Es gehört zur Landgemeinde Setomaa (bis 2017 Meremäe). Obinitsa hat 210 Einwohner (Stand 2006).

## Geschichte und Sehenswürdigkeiten
Obinitsa gehört zum traditionellen Siedlungsgebiet der Setukesen. Das Dorf wurde erstmals 1763 urkundlich erwähnt. Obinitsa wurde touristisch vor allem durch das ausgedehnte Höhlensystem von Piusa in Richtung der russischen Grenze bekannt. Das Fledermausreservat steht unter Naturschutz. Dort wurde 1922 mit dem Abbau von Quarzsand begonnen. In den 1930er Jahren wurde für die Industrie eine Schmalspurbahn angelegt.
1904 wurde eine Schulkirche in Obinitsa eröffnet. Im Erdgeschoss war die Grundschule des Dorfes, im Obergeschoss das Gotteshaus untergebracht. Kirchturm und Altar wurden 1950 von den stalinistischen Behörden zerstört. Die neuere orthodoxe Kirche von Obinitsa stammt aus dem Jahr 1952. Der Friedhof von Obinitsa wurde bereits vor der Christianisierung Estlands angelegt, wahrscheinlich um das Jahr 500. Die ältesten erhaltenen Gräber stammen aus dem 13. Jahrhundert.
Am 22 Hektar großen, 1995 künstlich angelegten See Paisjärv mit seinem klaren Wasser steht seit 1986 das Denkmal Seto Lauluimä, das an die Gesangstradition der Setukesen erinnert. Die drei Meter hohe Skulptur aus Granit stammt von den estnischen Bildhauern Elmar Taniloo und Endel Rebane. Um sie herum sind Gedenksteine für berühmte volkstümliche Sänger der Region aufgestellt. 1995 wurde in Obinitsa ein Heimatmuseum eingerichtet.
In Obinitsa lebt die estnische Schriftstellerin Ülle Kauksi.

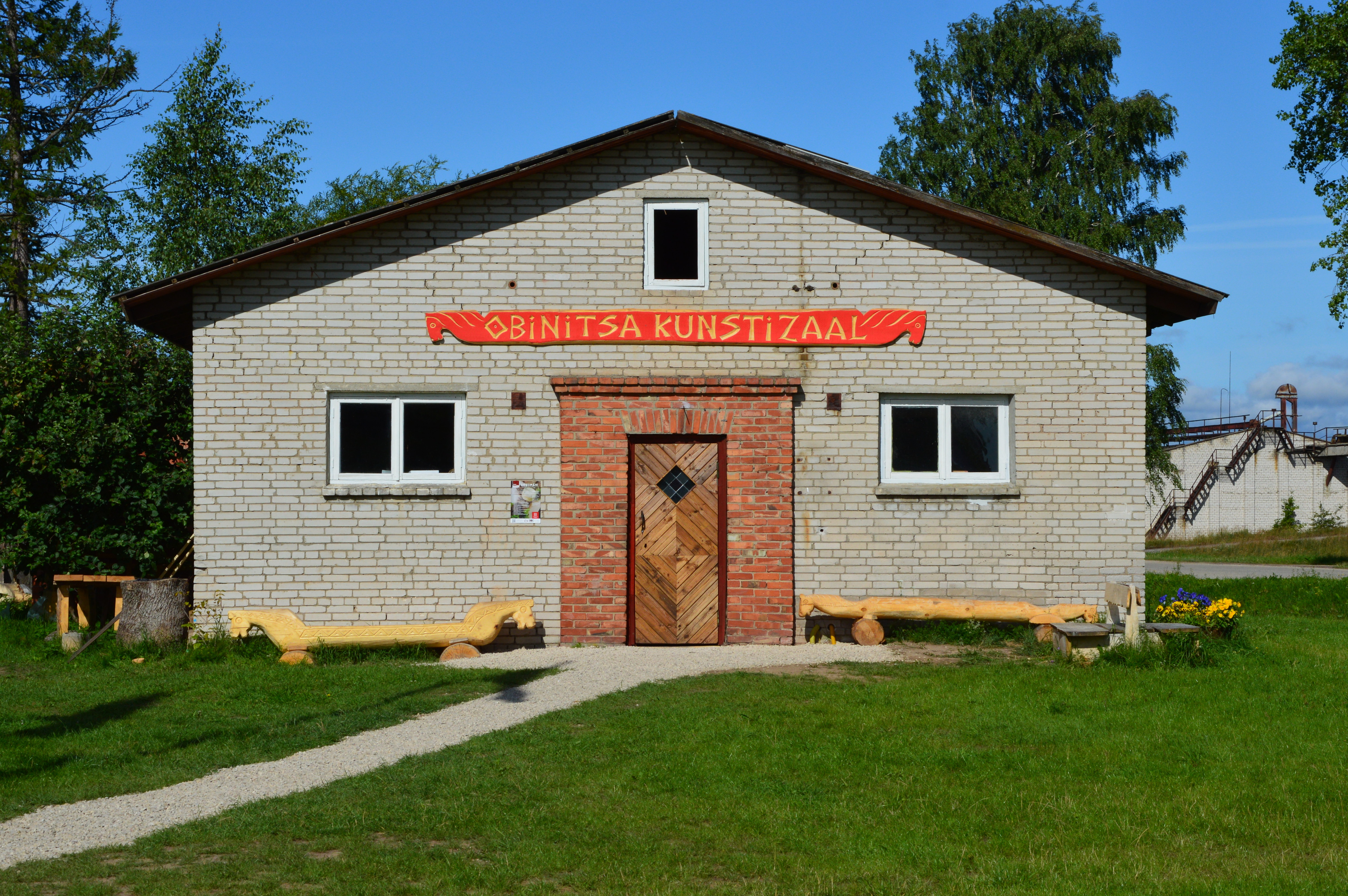
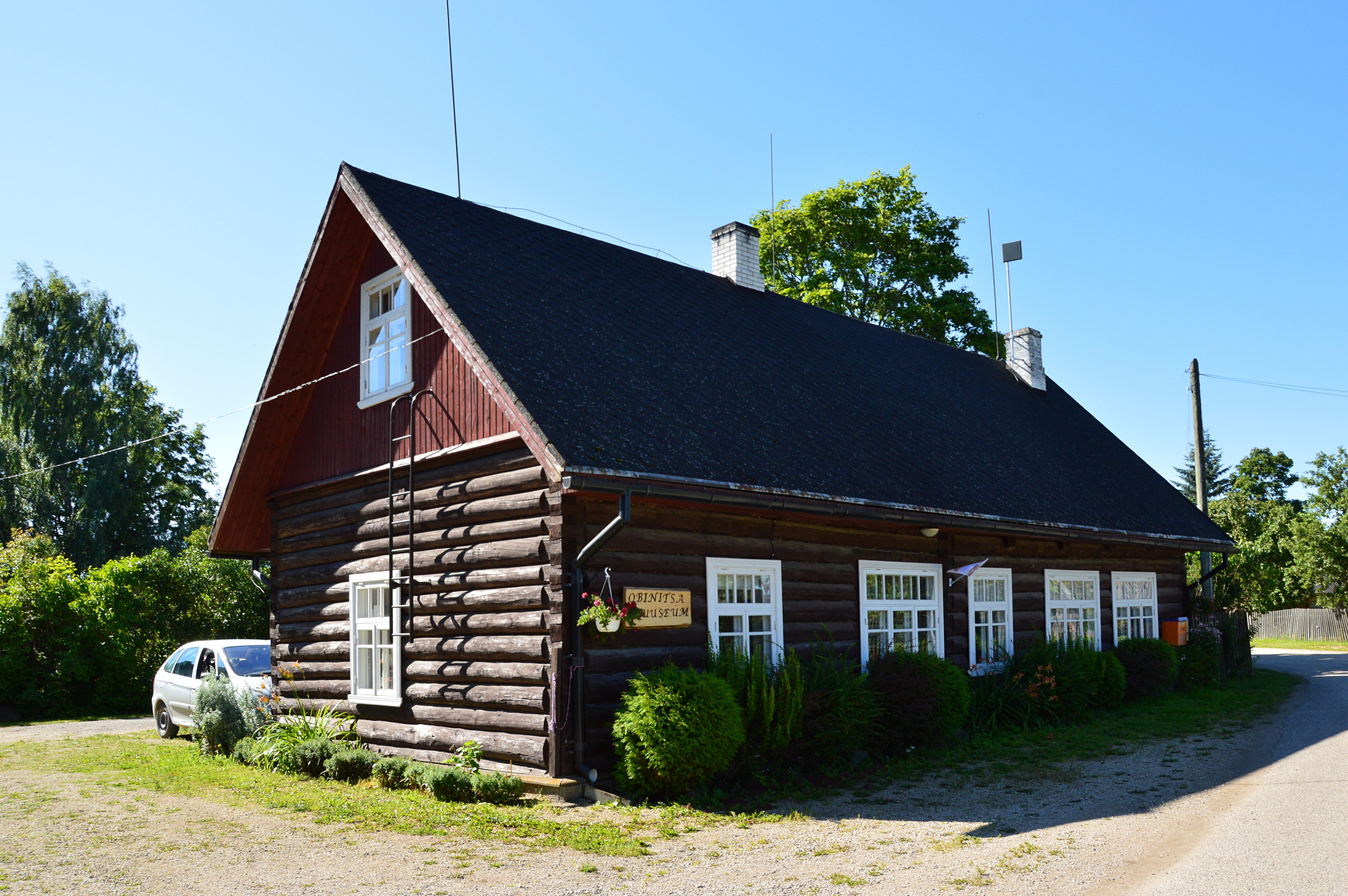
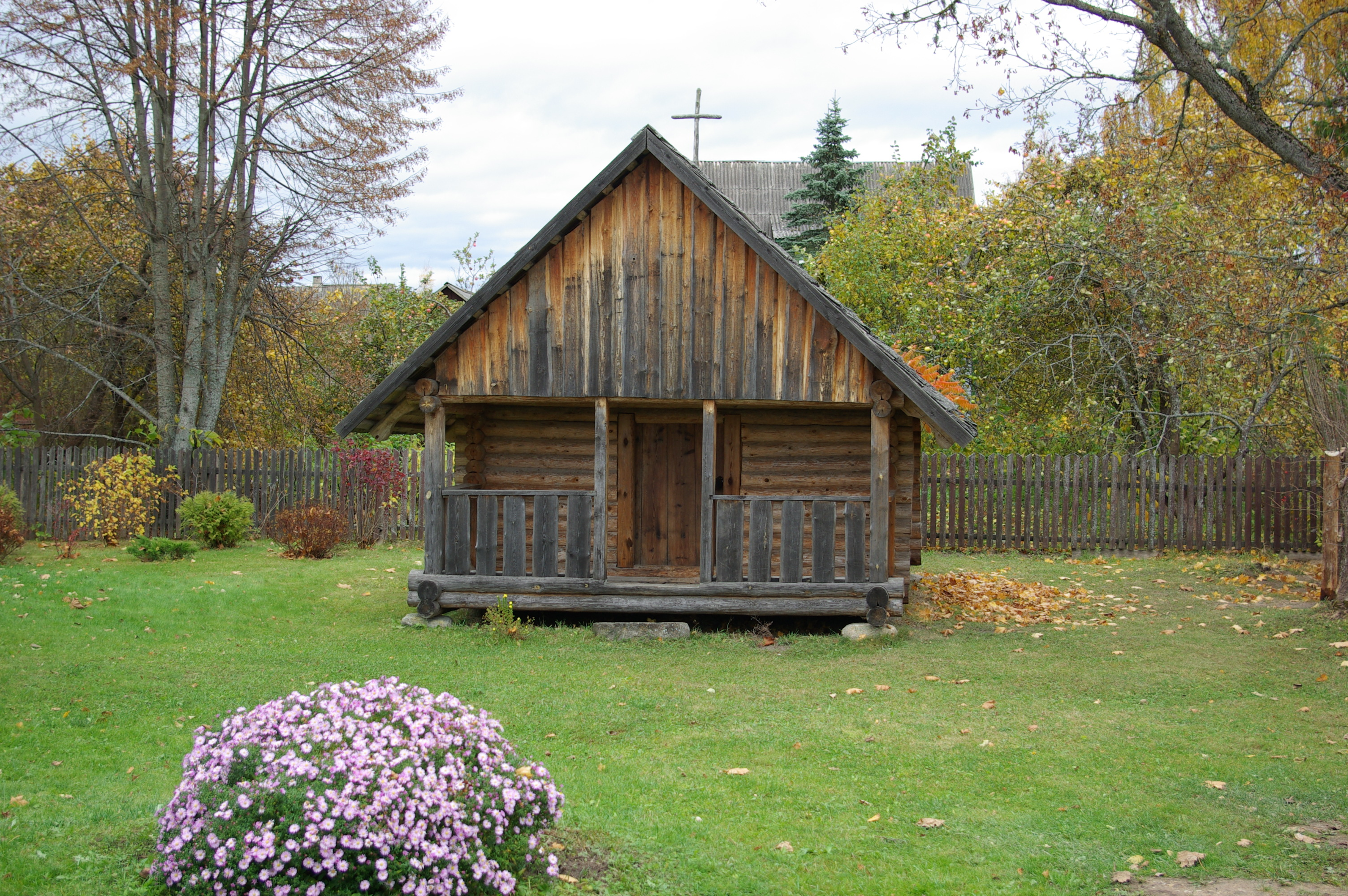
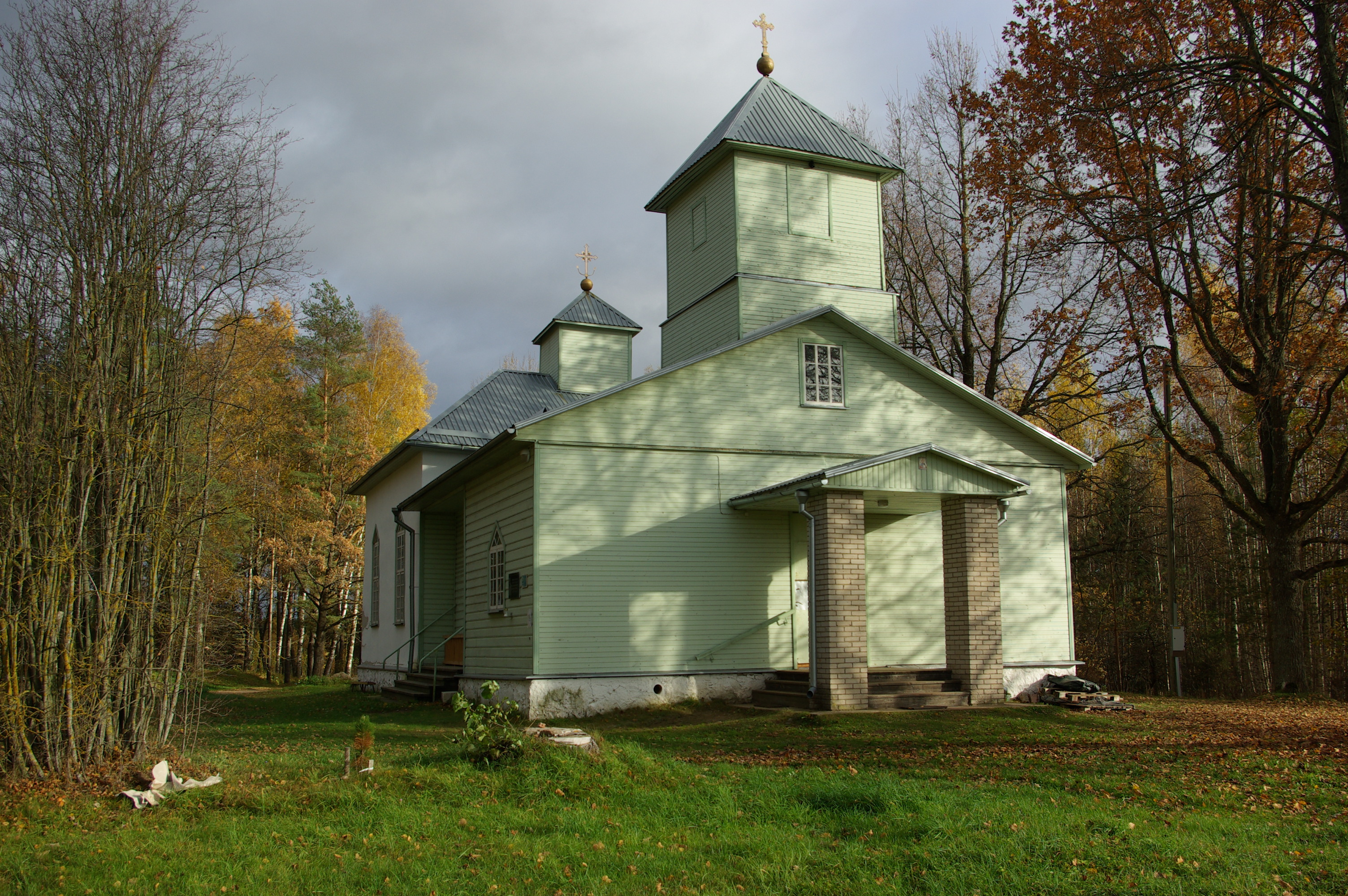